# چلبی (عنوان)
چلبی یکی از القاب امپراتوری عثمانی است.
در کتاب «لهجه عثمانی» آمده‌است که چلبی به معنای باسواد است و بعدها به عنوان جایگزینی برای افندی بکار رفته‌است. در ابتدا تا زمان سلطان محمد فاتح این لقب به شاهزاده‌ها داده می‌شده اما پس از آن به شیخ‌های طریقت مولویه چلبی گفته می‌شود.